# Karl Leiling
Karl Leiling (* 29. April 1878 in Bergzabern; † 27. Januar 1947 in Speyer) war ein deutscher Jurist und Kommunalpolitiker (ab 1938 für die NSDAP). Er war ab 1919 Bürgermeister und von 1923 bis 1943 und von 1945 bis 1946 Oberbürgermeister der Stadt Speyer.

## Leben
Er ging nach der Schulausbildung zum Studium der Rechts- und Staatswissenschaften an die Universitäten in München und Berlin. Ab 1904 war er als Amtsanwalt in Bergzabern und Landau tätig, bevor er 1906 dritter Staatsanwalt in Kaiserslautern wurde. 1911 erfolgte seine Ernennung zum Amtsrichter in Speyer. Am 1. August 1919 wurde er einstimmig zum Bürgermeister von Speyer gewählt. Ab 1923 führte Leiling den Titel Oberbürgermeister. Nach der Machtergreifung der Nationalsozialisten 1933 blieb er im Amt und begrüßte in der Stadtratssitzung am 27. April diese Zeitenwende. Nach Lockerung der Mitglieder-Aufnahmesperre der NSDAP beantragte Leiling am 3. August 1937 die Aufnahme in die Partei und wurde rückwirkend zum 1. Mai desselben Jahres aufgenommen (Mitgliedsnummer 4.931.195).
Leiling war Mitglied mehrerer Aufsichts- und Verwaltungsräte. Während seiner Amtszeit wurde die Speyerer Synagoge in der Heydenreichstraße in den Novemberpogromen am 9. November 1938 niedergebrannt und kurz danach abgerissen. Mehr als 100 Juden aus Speyer und Umgebung, denen die Flucht nicht mehr gelang, wurden umgebracht. 1942 ging Leiling als Oberbürgermeister in den Ruhestand. Gegen Ende des Zweiten Weltkrieges wurde Leiling am 21. März 1945 erneut als Oberbürgermeister von Speyer eingesetzt und blieb bis zum 19. Januar 1946 im Dienst. Ein Jahr später starb er in Speyer.
Am 26. Januar 2022 berichtete Wolfgang Kauer in der Zeitung Die Rheinpfalz unter der Überschrift 1923: Speyers Oberbürgermeister kommt ins Gefängnis über Karl Leiling. Im Jahr 2024 prüfte eine dreiköpfige Historiker-Kommission Speyerer Straßennamen, darunter auch Karl Leiling. Am 23. Juni 2024 erschien in Die Rheinpfalz ein Artikel von Patrick Seiler unter der Überschrift „Forschungsergebnis zu Karl Leiling: Soll Straße in Speyer umbenannt werden?“

## Publikationen
- Der Kampf um die feste Rheinbrücke bei Speyer. Ein Tagebuch, herausgegeben vom Oberbürgermeister für seine Gefolgschaft. Kranzbühler, Speyer, 1938.

## Ehrungen
In Speyer wurde die Karl-Leiling-Allee nach ihm benannt.